# سيدهارتا سارما
سيدهارتا سارما (الآسامية: সি দ্ ধা ৰ্ থ শ ৰ্ মা¹)  روائي وصحفي هندي إنجليزي من ولاية آسام.
سارما هو مؤلف رواية «الجراد» للراشدين الشباب (الدراسة، 2009)، التي تم إعدادها ضد الحرب العالمية الثانية، وتقيم في آسام وناغالاند، وتتبع الصداقة بين صبي من شعب ناغا وصبي آخر من شعب آسام. فازت الرواية بجائزة فودافون لكتب الكلمات المتقاطعة لعام 2009 في فئة أدب الأطفال. وفي عام 2011، أدرجت أكاديمية ساهيتيا في قائمة المرشحين النهائيين لبطولة سارما الجندب لبطولة بالساهيتيا بوراسكر. وأصبح أحد الكتاب الثلاثة من الشمال الشرقي الذين أختيرت أسماؤهم للحصول على الجائزة المرموقة في العام نفسه. كما كتب رحلة بناء على سفره في الشمال الشرقي، وهي الفكرة التي نشأت من رسائل البريد الإلكتروني التي أرسلها إلى أصدقائه لوصف رحلته. صدر الكتاب بعنوان «شرق الشمس» في اوائل سنة 2011.

## روابط خارجية
- Grasshoppers & hilly tales